# Dolindo Ruotolo
Služebník Boží Dolindo Ruotolo (6. října 1882, Neapol – 19. listopadu 1970, Neapol) byl italský římskokatolický kněz. Je znám pro své mystické zážitky a celoživotní utrpení. Dne 5. ledna 1997 byl oznámen začátek kanonizačního procesu.

## Život
Dolindo se narodil do chudé rodiny jako páté z jedenácti dětí. Neobvyklé jméno, znamenající bolest, dostal od svého otce.
Po rozvodu rodičů v roce 1896 začal Dolindo, spolu s bratrem Eliášem, navštěvovat školu pro řeholní kněze-misionáře. V roce 1903 požádal, aby se mohl stát misionářem v Číně. Jeho žádost byla zamítnuta s odůvodněním, že: „tuto touhu má sice od Boha, avšak nebude mučedníkem krve, ale srdce“.
Dne 24. června 1905 obdržel kněžské svěcení, o den později sloužil svou první mši. Začal působit jako učitel gregoriánského zpěvu v Tarentu, nicméně jeho nadřízený jej před jeho žáky soustavně shazoval. V důsledku toho byl Dolindo přeložen do Molfetty. Jeho nadřízený v novém působišti, otec Volpe, byl přeložen do města Katánie a na Dolinda připadlo zkoumání případu ženy jménem Serafína, která měla jistá nadpřirozená vidění. Její vidění již jednou zkoumal právě otec Volpe, a to s pozitivním výsledkem. Dne 3. září 1907 přijela Serafína do města Giovinazzo, které se nachází nedaleko Molfetty. Během osmi dní vedla rozhovory s otcem Dolindem, který byl také přítomen jejím extatickým stavům. Žena o těchto stavech vypověděla, že měla vidění svatého Ducha v podobě dítěte. Dolindo o událostech, které pozoroval, napsal pozitivní posudek, který dále postoupil nadřízeným v Neapoli. Ti však v popisovaných událostech spíše než vizionářství, spatřovali heretické sklony, a proto byl dne 29. října 1907 povolán do Neapole. Bylo mu zakázáno nadále se případem zabývat, rovněž mu bylo zakázáno veřejné kněžské působení (tento zákaz platil i pro o. Volpeho). Zároveň byl 4. prosince 1907 předvolán do Říma, kde byl následující 4 měsíce vyšetřován inkvizicí.
Protože i po dlouhých výsleších nehodlal změnit svou výpověď, byl suspendován a podroben sérii psychiatrických vyšetření, aby se zjistilo zda netrpí duševní poruchou. Byl shledán zdravým, suspenze byla zrušena a byl odeslán do Neapole, kde mělo dojít k vyloučení z řad misijních kněží. Po svém návratu byl považován mnohými za blázna, o jeho případu negativně referoval i místní tisk. Dne 15. května 1908 odešel v důsledku společenského nátlaku z řádu sám a vrátil se domů. Během následujících třech roků se podrobil exorcismu, a ačkoli nebyl učiněn žádný pozitivní nález, byl on (i o. Volpe) považovaný za kacíře.
Dne 22. prosince 1909 sám zažil nadpřirozené zjevení. V kostelní sakristii měl zjevení Ježíše Krista. Dolindo se odstěhoval do Rossana, odkud písemně žádal své známé preláty, přátele a svědky svých nadpřirozených zážitků, aby jej podpořili v chystané revizi přezkoumání jeho případu. Rehabilitace dosáhl 8. srpna 1910. Již v prosinci roku 1911 byl opět povolán k vyšetřování inkvizicí (od roku 1908 již byl nazvána jako Posvátná kongregace Svatého oficia) a umístěn do vyšetřovací cely pro kněze. V roce 1921 byl postaven před církevní soud, na kterém byly odsouzeny jeho rozhovory s Kristem, které si dle závěrů soudu vymyslel. Teprve 17. července 1937 byla jeho vidění církevně potvrzena a on byl rehabilitován.
Ani v pozdějších letech se mu nevyhnuly nepříjemnosti, zejména ústrky ze strany jak církevních nadřízených, tak od veřejnosti. Mnohým také vadila jeho celoživotní dobrovolná chudoba. Roku 1960 v důsledku cévní mozkové příhody ochrnul na levou polovinu těla, zejména v té době se pak věnoval psaní teologických textů. Otec Dolindo zemřel na následky zápalu plic 19. listopadu 1970. V roce 1997 byl započat kanonizační proces.

## Zjevení
Otec Dolindo sestavil na základě prožitých zjevení tzv. úkon odevzdání se, a to tak, jak mu jej nadiktoval Ježíš Kristus. Rozdělením textu vznikla novéna odevzdanosti, která koresponduje se způsobem Dolindova žití. Text této modlitby on sám aplikoval a doporučoval jako způsob proti úzkosti a trápení.